# Saponina triterpénica
Las saponinas triterpénicas son compuestos químicos de tipo terpenoide presentes en las plantas  de las familias Apiaceae y Pittosporaceae.
En botánica sistemática, el hecho de que las saponinas triterpénicas estén presentes en estas dos familias apoya la hipótesis de que estas familias son parientes cercanos. 